# Arizonasaurus
Arizonasaurus foi um réptil pré-histórico que viveu durante o período triássico, da era mesozóica, 240 milhões de anos atrás. Pertencia à ordem dos rauisuchia, parentes distantes dos crocodilos, e era um carnívoro de ambiente terrestre. Recebeu este nome por ter sido encontrado no estado do Arizona, nos Estados Unidos. Sua característica mais peculiar era a curiosa vela de pele sustentada por ossos, que exibia nas costas, fazendo-o lembrar um outro réptil pré-histórico mais antigo: o dimetrodon.